# Tonga ai XXIII Giochi olimpici invernali
Tonga ha partecipato ai XXIII Giochi olimpici invernali, che si sono svolti dal 9 al 25 febbraio 2018 a Pyeongchang in Corea del Sud, con una delegazione composta da un atleta, Pita Taufatofua, che già aveva partecipato ai giochi olimpici estivi di Rio de Janeiro 2016 nel taekwondo, e che in occasione di queste olimpiadi invernali ha gareggiato nello sci di fondo.

## Sci di fondo
Tonga ha qualificato nello sci di fondo il suo unico atleta.
| Evento               | Atleta          | Tempo   | Distacco | Posizione |
| -------------------- | --------------- | ------- | -------- | --------- |
| 15 km tecnica libera | Pita Taufatofua | 56'41"1 | +22'57"2 | 114º      |